# Glaucicodia
Glaucicodia é um gênero de traça pertencente à família Arctiidae.